# Plan S
El Plan S es una iniciativa para el acceso abierto a publicaciones científicas lanzado por Science Europe el 4 de septiembre de 2018. Es una iniciativa de «cOAlition S», un consorcio lanzado por el Consejo Europeo de Investigación (ERC) y agencias nacionales de financiación de la investigación de doce países europeos. El plan propone que, a partir del año 2020, aquellas personas que desarrollan investigación científica y tecnológica con fondo públicos, den a conocer sus resultados de investigación en plataformas de acceso abierto, ya sea repositorios abiertos o revistas de acceso abierto. La letra "S" fue asignada a este consorcio debido a la palabra "shock".

## Contenido del plan
El plan está estructurado a partir de diez principios. El punto clave declara que, para el año 2020, las investigaciones financiadas con fondos públicos deben ser publicadas en revistas o plataformas de acceso abierto. Los diez principios son:
1. Los autores o sus Instituciones mantendrán el Copyright de sus obras, las cuales deberán ser publicadas, preferentemente, bajo una licencia Creative Commons.
2. Los miembros de la coalición establecerán requisitos y criterios robustos, que deberán ser atendidos por las revistas y plataformas de acceso abierto.
3. Los miembros de la coalición tendrán que otorgar incentivos para la creación de revistas y plataformas de acceso abierto, si no existieran.
4. Los costos de publicación deberían ser cubiertos por las instancias financiadoras, los institutos de investigación o las universidades, y no por los investigadores en lo individual.
5. Los miembros de la coalición apoyarán la diversidad de modelos de negocios para revistas y plataformas de acceso abierto. La aplicación de tarifas de publicación deberá estar en consonancia con el servicio editorial realizado y su estructura deberá ser transparente. Tales costos de publicación tendrán que ser estandarizados y limitados.
6. Las universidades, organizaciones investigación y las bibliotecas tendrán que alinear sus políticas y estrategias para asegurar transparencia.
7. Los principios aquí detallados aplican a todos los documentos; pero, se entiende, que para el caso de libros y monografías el plazo y el proceso podrán extenderse.
8. Las publicaciones de acceso abierto híbrido no serán aceptadas en este plan; sin embargo, si dichas publicaciones están en proceso de "transformación" hacia el modelo de acceso abierto podrán ser apoyadas por los miembros de la coalición.
9. Los miembros de la coalición tendrán que controlar y sancionar el no cumplimiento de estos principios.
10. Los miembros de la coalición se comprometen a evaluar los resultados de la investigación en función del propio mérito del trabajo científico y no por el medio de difusión en el que se ha publicado, su factor de impacto (u otras métricas para la evaluación de revistas) o el editor.

## Miembros de la coalición
Entre las organizaciones de la coalición detrás del Plan S se encuentran:
- Comisión Europea,[6] incluyendo el Consejo Europeo de Investigación;[7]
- Austria: Fondo Austríaco para la Ciencia;
- Finlandia: Academia de Finlandia;[8]
- Francia: Agencia Nacional de Investigación de Francia;
- Irlanda: Science Foundation Ireland;
- Italia: Instituto Nacional de Física Nuclear de Italia;
- Luxemburgo: Fondo Nacional de Investigación de Luxemburgo;
- Países Bajos: Organización para la Investigación Científica neerlandesa;
- Noruega: Consejo de Investigación de Noruega;
- Polonia: Centro Nacional de Ciencias;
- Eslovenia: Agencia Eslovena de Investigación;
- Suecia: Consejo Sueco de Investigación para el Desarrollo Sostenible (Formas);Consejo Sueco de Investigación para la Salud, el Trabajo y el Bienestar Social (Forte);[5] Fondo del Jubileo del Riksbank (RJ)[9]
- Suiza: Fundación de Ciencia Nacional suiza[10]
- Jordania;[11]
- Zambia;[11]
- Reino Unido: UKRI; Wellcome Trust[12]
- Estados Unidos: Fundación Gates.[12][13]

## Declaraciones institucionales de apoyo
- Sociedad Alemana de Investigación;[14]
- Consejo de Investigación sueco;[15]
- Fundación para la Ciencia y la Tecnología portuguesa (FCT);[16]
- Ligue des Bibliothèques Européennes de Recherche (LIBER);[17]
- Liga de Universidades de Investigación Europeas (LERU);[18]
- Organización Europea de Biología Molecular (EMBO);[19]
- EU-LIFE;[20]
- Organización Neerlandesa para la Investigación y el Desarrollo Sanitario (ZonMw);[21]
- Asociación de Universidades Europeas;[22]
- Marie Curie Alumni Association[23]
- SPARC Europe;[24]
- Confederation of Open Access Repositories;[25][26]
- Fair Open Access Alliance;[27]
- Eurodoc[23]
- Young Academy of Europe[28]
- Young European Research Universities Network (YERUN)[29]
- Asociación de Publicaciones Académicas de Acceso Abierto (OASPA);[30]
- DARIAH-EU[31]
- OpenAIRE;[32]
- Faculty of 1000;[33]
- Declaración conjunta de 113 instituciones de 37 países y 5 continentes;[34][35]
- National Science Library (NSL), China;[36]
- National Science and Technology Library (NSTL), China;[36]
- National Natural Science Foundation of China;[36]
- All European Academies (ALLEA);[37]
- Academia Africana de Ciencias (AAS);[38]
- National Institute for Health Research (NIHR);[39]

## Directrices específicas de implementación
Un grupo de trabajo de Science Europe, dirigido por John-Arne Røttingen (RCN) y David Sweeney (UKRI), ha desarrollado unas directrices específicas de implementación sobre los principios del Plan S, publicadas el 27 de noviembre de 2018. La elaboración de las directrices de aplicación también se basó en las aportaciones de las partes interesadas, como las instituciones de investigación, los investigadores, las universidades, las entidades de financiación, las organizaciones benéficas, los editores y la sociedad civil.

### Período de transición
Durante el periodo de transición, se permitirá la publicación en revistas híbridas que estén cubiertas por acuerdos transformativos, para convertirse en medios de acceso abierto total. Los contratos de estos acuerdos deberán ponerse a disposición del público (incluidos los costes) y no podrán durar más allá del año 2023.

### Acceso Abierto verde
La publicación en cualquier revista seguirá estando permitida bajo la condición de que una copia del manuscrito aceptado por la revista, o el artículo final publicado, se deposite en un repositorio de acceso abierto aprobado (acceso abierto verde) sin restricción de acceso y con una licencia CC-BY.

### Licencias y derechos
Con el objetivo de permitir la reutilización del contenido académico, será necesario atribuir adecuadamente la autoría y conceder a las publicaciones una licencia mundial, libre de regalías, no exclusiva e irrevocable, que permita compartir y adaptar los contenidos para cualquier fin, incluso el comercial. Los artículos académicos deben publicarse bajo una licencia Creative Commons Attribution CC BY 4.0 o, como alternativa, CC BY-SA 4.0 Share-alike o Dominio Público.

### Criterios obligatorios para las revistas y plataformas de acceso abierto
Las revistas y plataformas de acceso abierto deben cumplir los siguientes criterios para cumplir con el Plan S:
- Todo el contenido académico debe ser accesible inmediatamente después de su publicación, sin demora y libre de leer y descargar sin ningún tipo de obstáculos técnicos o de otro tipo.
- El contenido debe publicarse bajo las licencias CC BY, CC BY-SA o CC0.
- La revista/plataforma debe implementar y documentar un sistema de revisión por pares sólido, acorde a los estándares de cada disciplina y acorde a los estándares de la Comisión de Ética en Publicación (COPE).
- La revista/plataforma debe estar inscrita en el Directory of Open Access Journals (DOAJ) o estar en proceso de registro.
- Se deben proporcionar exenciones automáticas a las cuotas de publicación en el caso de personas autoras provenientes de países de bajos ingresos, así como descuentos a personas autoras de países de ingresos medios.
- Los detalles sobre los costos de publicación que puedan repercutir en las tasas de publicación deben ser transparentes y estar disponibles de forma abierta en la página web/plataforma de publicación de la revista. Esto incluye costos directos, indirectos y los posibles excedentes.
- Se deben usar DOIs como identificadores permanentes.
- Se debe contar con alguna estrategia de preservación digital a largo plazo, mediante el depósito de contenidos en un programa de archivado como LOCKSS/CLOCKSS.
- El texto completo tiene que ser accesible en un formato legible por máquina (como por ejemplo XML/JATS) para fomentar la minería de textos (TDM).
- Proveer enlaces a los datos en bruto y al código en repositorios externos.
- Proporcionar metadatos de artículos de alta calidad y legibles por máquina, y referencias citadas bajo una dedicatoria de dominio público CC0.
- Incorporar información legible por máquina sobre la licencia del artículo y sobre si es de Acceso Abierto.

Las revistas espejo, aquellas en las que una parte funciona con subscripciones y la otra es de Acceso Abierto, son consideradas revistas híbridas de facto, y no son compatibles con el Plan S; a no ser que formen parte de un acuerdo transformativo.

### Debate público
Las directrices para la implementación estuvieron abiertas para recibir opiniones generales hasta el 8 de febrero de 2019.

## Reacciones
Diversas editoriales comerciales que publican revistas de acceso por suscripción se opusieron al plan. Al respecto, un portavoz de la editorial Springer Nature afirmó:
"Instamos a los organismos de financiación de la investigación a que se alineen en lugar de actuar en pequeños grupos de forma incompatible entre sí". La eliminación de las opciones de publicación de los investigadores "no tiene en cuenta este aspecto y socava potencialmente todo el sistema de publicación de la investigación" 
La AAAS, editora de la revista Science, afirmó que el Plan S "no estimulará ni la revisión por pares de alta calidad, ni la publicación y difusión de las investigaciones", y que su implementación "trastornaría las comunicaciones académicas, perjudicaría a los investigadores, y afectaría a la libertad académica" y que "también sería insostenible para la familia de revistas Science".
Tom Reller de Elsevier dijo que "si piensas que la información debería ser gratuita, vete a Wikipedia". También se publicó una Carta Abierta, la cual ha sido firmada de momento por más de 1500 investigadores, en la que expresaron sus preocupaciones sobre posibles resultados imprevistos del Plan si se implementa como estaba establecido antes de la publicación de las directrices específicas de implementación. Se publicó otra Carta Abierta en apoyo del Plan S después de la publicación de estas directrices, y a finales de 2018 la habían firmado ya más de 1,900 investigadores.
Stephen Curry, un biólogo estructural y defensor del acceso abierto del Imperial College London, calificó esta normativa como un "cambio significativo" y "una declaración muy poderosa". Ralf Schimmer, director de la Scientific Information Provision en la Max Planck Digital Library, le dijo a The Scientist que "Esto ejercerá más presión sobre los editores y sobre la conciencia de los investigadores particulares de que es posible un cambio de ecosistema ... Ya ha habido suficiente lenguaje agradable y esperas y confianza y decir por favor. Las comunidades de investigación ya no están dispuestas a tolerar más postergaciones."
El activista político George Monbiot –aún reconociendo que el plan no era "perfecto" – escribió en The Guardian que las respuestas de los editores al Plan S fueron "iracundas", y sostuvo que la respuesta de Elsevier en relación con Wikipedia "accidentalmente nos hizo recordar lo que les pasó a las enciclopedias comerciales". Dijo que, hasta que se implemente el Plan S, "la elección más ética es leer el material robado publicado por Sci-hub."
El 7 de septiembre de 2018, la Asociación de Universidades Europeas (EUA) publicó una declaración en la que, en general, celebraba las intenciones del Plan de hacer realidad el modelo de Acceso Abierto para el 2020, pero afirmaba que, si bien el plan desarrollaba una visión audaz para la transición, lo fundamental sería la puesta en práctica de sus principios.
El 12 de septiembre de 2018, UBS volvió a aconsejar la "venta" de las acciones de Elsevier (RELX). La cotización de Elsevier bajó un 13% entre el 28 de agosto y el 19 de septiembre de 2018.
El 24 de septiembre de 2018, las tres inmensas organizaciones científicas Eurodoc, Marie Curie Alumni Association y Young Academy of Europe hicieron pública una "Declaración Conjunta sobre el Acceso Abierto para Investigadores", en la cual anunciaron su apoyo al Plan S.
El 25 de octubre de 2018, la Digital Research Infrastructure for the Arts and Humanities (DARIAH) anunció su apoyo a las metas principales establecidas por el Plan S, en concreto a la eliminación de los muros de pago, las retenciones de los derechos de autor, y al rechazo a los modelos híbridos de publicación en Acceso Abierto. DARIAH publicó una serie de recomendaciones para implementar de forma práctica los principios del Plan S. DARIAH consideró que había un fuerte sesgo hacia la perspectiva de las CTIM dentro de los principios actuales del Plan S, y pidió una mayor variedad de mecanismos de financiación de publicaciones para cubrir mejor la situación de los investigadores en artes y humanidades. DARIAH se fundó como un Consorcio de Infraestructuras de Investigación Europeas (ERIC) en agosto de 2014 y a 1  de enero de  2019 cuenta con 17 países miembros y varios socios con los que colabora en ocho países no miembros. El consejo de administración de la Fair Open Access Alliance (FOAA) publicó recomendaciones más detalladas para la implementación del Plan S el 19 de octubre de 2018.
La Oficina de Política de Ciencia y Tecnología de los Estados Unidos (OSTP) estaba considerando cambiar su política de Acceso Abierto para la investigación estadounidense financiada con fondos públicos en octubre de 2018, y cOAlition S había recibido nuevas invitaciones para visitar a representantes de Sudáfrica, India, China y Japón.
El 28 de noviembre de 2018, la revista Epidemiology and Infection, publicada por Cambridge University Press, anunció que adoptaría el modelo de publicación de Acceso Abierto a partir del 1 de enero de 2019, mencionando cambios en las políticas de los financiadores y el Plan S.
El 4 de diciembre de 2018, 113 instituciones de 37 países en los 5 continentes firmaron una declaración de apoyo, en la que se afirma que hay un fuerte alineamiento entre los enfoques tomados por OA2020, por el Plan S, por la Llamada de Jussieu para la Ciencia abierta y la bibliodiversidad y por otras organizaciones para facilitar una transición completa a Acceso Abierto inmediato.
El 5 de diciembre de 2018 el Ministerio de Ciencia y Tecnología (China) reveló que iba a apoyar al Plan S y al objetivo de lograr Acceso Abierto inmediato para los proyectos que han sido financiados con fondos públicos. En 2018, China se ha convertido en el mayor productor mundial de artículos científicos en términos de cantidad.
Algunos analistas han indicado que la adopción del Plan S en una región podría fomentar su adopción en otras regiones.
El 17 de enero de 2019, el NIHR europeo se comprometió a apoyar el Plan S y anunció que revisará su política actual de Acceso Abierto. El NIHR es el mayor financiador nacional de investigación clínica en Europa con un presupuesto de más de mil millones de libras (aproximadamente 1160 millones de euros).
K. VijayRaghavan, el asesor científico más importante del Gobierno de India, anunció el 12 de febrero de 2019 que India se unirá al Plan S. India es el tercer productor mundial de artículos científicos. A principios de año Jordania y Zambia firmaron el Plan S.